# Liste der Auszeichnungen von Disturbed

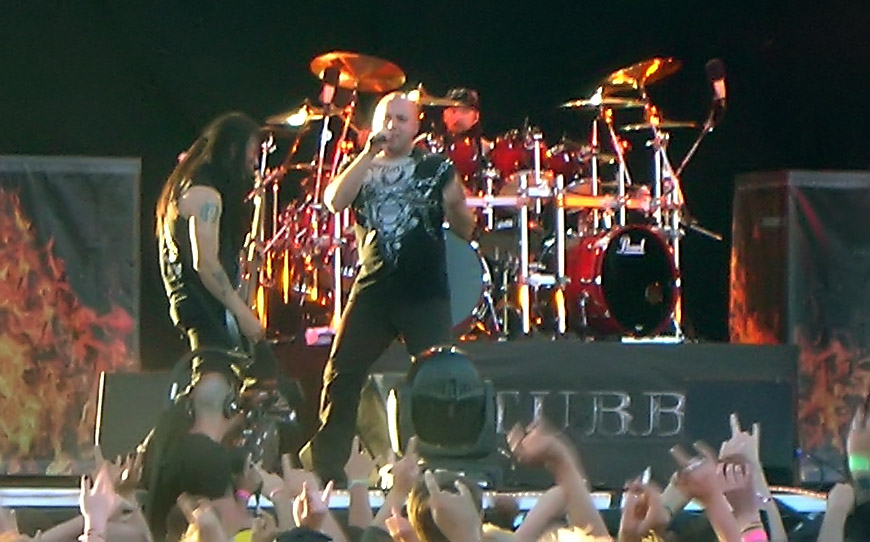
Disturbed live 2008

Die Liste ist eine Übersicht über die Auszeichnungen und Nominierungen der US-amerikanischen Band Disturbed. Gelistet werden sowohl Nominierungen und Auszeichnungen bei Preisverleihungen.

## Auszeichnungen

### Bandit Rock Awards
Die Bandit Rock Awards werden seit 2011 vom schwedischen Hörfunksender Bandit Rock vergeben. Disturbed erhielten einen Preis.
| Jahr | Kategorie            | für                  | Resultat |
| ---- | -------------------- | -------------------- | -------- |
| 2017 | Meistgespieltes Lied | The Sound of Silence | Gewonnen |

### Billboard Awards
Die Billboard Music Awards werden seit 1990 vom US-amerikanischen Musikmagazin Billboard vergeben. Disturbed wurden einmal nominiert.
| Jahr | Kategorie       | für       | Resultat  |
| ---- | --------------- | --------- | --------- |
| 2003 | Top Rock Artist | Disturbed | Nominiert |

### Echo
Der Echo wird seit 1992 von der Deutschen Phono-Akademie vergeben. Disturbed wurden einmal nominiert.
| Jahr | Kategorie          | für          | Resultat  |
| ---- | ------------------ | ------------ | --------- |
| 2017 | Band international | Immortalized | Nominiert |

### Grammy Awards
Die Grammy Awards werden seit 1959 von der National Academy of Recording Arts and Sciences vergeben und gelten als der bedeutendste Musikpreis der Welt. Disturbed wurden dreimal nominiert.
| Jahr | Kategorie                  | für                         | Resultat  |
| ---- | -------------------------- | --------------------------- | --------- |
| 2009 | Best Hard Rock Performance | Inside the Fire             | Nominiert |
| 2017 | Best Rock Performance      | The Sound of Silence (live) | Nominiert |
| 2024 | Best Metal Performance     | Bad Man                     | Nominiert |

### iHeartRadio Music Awards
Die iHeartRadio Music Awards werden seit 2014 vom US-amerikanischen Radiosender iHeartRadio vergeben. Disturbed erhielten zwei Preis bei sieben Nominierungen.
| Jahr | Kategorie               | für                  | Resultat  |
| ---- | ----------------------- | -------------------- | --------- |
| 2016 | Rock Artist of the Year | Disturbed            | Nominiert |
| 2017 | Rock Song of the Year   | The Sound of Silence | Nominiert |
| 2017 | Rock Artist of the Year | Disturbed            | Gewonnen  |
| 2017 | Best Cover Song         | The Sound of Silence | Nominiert |
| 2019 | Rock Song of the Year   | Are You Ready        | Nominiert |
| 2020 | Rock Artist of the Year | Disturbed            | Gewonnen  |
| 2024 | Rock Artist of the Year | Disturbed            | Nominiert |

### Loudwire Music Awards
Die Loudwire Music Awards werden seit 2011 vom Onlinemagazin Loudwire vergeben. Disturbed gewannen einen Preis bei 17 Nominierungen.
| Jahr | Kategorie         | für                  | Resultat  |
| ---- | ----------------- | -------------------- | --------- |
| 2015 | Best Rock Band    | Disturbed            | Nominiert |
| 2015 | Best Rock Album   | Immortalized         | Nominiert |
| 2015 | Best Rock Song    | The Vengeful One     | Nominiert |
| 2015 | Best Rock Video   | The Vengeful One     | Nominiert |
| 2015 | Best Vocalist     | David Draiman        | Nominiert |
| 2015 | Best Guitarist    | Dan Donegan          | Nominiert |
| 2015 | Best Drummer      | Mike Wengren         | Nominiert |
| 2015 | Best Bassist      | John Moyer           | Nominiert |
| 2015 | Rock Titan        | David Draiman        | Nominiert |
| 2015 | Most Devoted Fans | Disturbed            | Nominiert |
| 2016 | Best Rock Band    | Disturbed            | Nominiert |
| 2016 | Best Rock Song    | The Sound of Silence | Nominiert |
| 2016 | Best Rock Video   | The Sound of Silence | Gewonnen  |
| 2016 | Best Vocalist     | David Draiman        | Nominiert |
| 2016 | Best Bassist      | John Moyer           | Nominiert |
| 2016 | Rock Titan        | David Draiman        | Nominiert |
| 2016 | Most Devoted Fans | Disturbed            | Nominiert |

### Metal Hammer Awards
Die Metal Hammer Awards werden seit 2009 vom deutschen Magazin Metal Hammer vergeben. Disturbed gewannen einen Preis.
| Jahr | Kategorie     | für           | Resultat   |
| ---- | ------------- | ------------- | ---------- |
| 2018 | Maximum Metal | David Draiman | Gewonnen 1 |

### Metal Hammer Golden Gods Awards
Die Metal Hammer Golden Gods Awards werden seit 2003 vom britischen Magazin Metal Hammer vergeben. Disturbed erhielten eine Nominierung.
| Jahr | Kategorie            | für           | Resultat  |
| ---- | -------------------- | ------------- | --------- |
| 2014 | King of the Internet | David Draiman | Nominiert |

### Revolver Golden Gods Awards
Die Revolver Golden Gods Awards werden seit 2009 vom US-amerikanischen Magazin Revolver vergeben. Disturbed erhielten eine Nominierung.
| Jahr | Kategorie      | für         | Resultat  |
| ---- | -------------- | ----------- | --------- |
| 2011 | Best Guitarist | Dan Donegan | Nominiert |